# Baiga

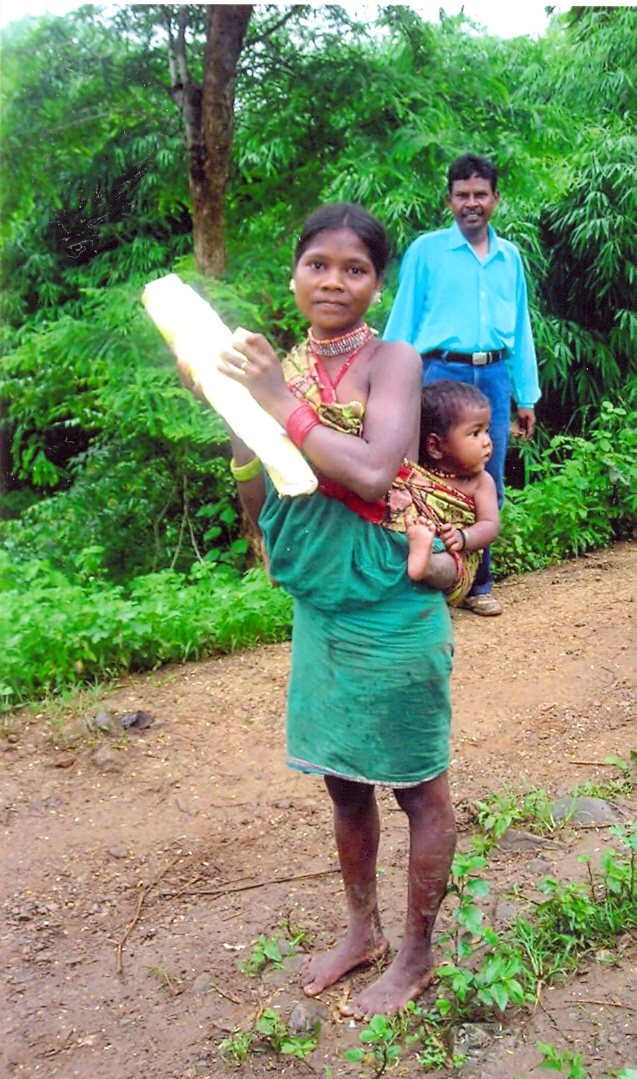
Familia Baiga al districte de Balaghat, Madhya Pradesh

La tribu Baiga és un grup tribal dels estats de Madhya Pradesh i Jharkhand a l'Índia, especialment als districtes de Madla i Balaghat. Estan dividits en les subcastes Bijhwar, Narotia, Bharotiya, Nahar, Rai Bhaina, i Kadh Bhaina. El 1981 eren uns 250.000 (25000 el 1901 però es comptabilitzaven 71.000 més separadament del subgrup dels binjhals o binjhwars que vivien a Sambalpur i estaven hinduitzats, que en altres llocs formaven una casta de la tribu). Són una cultura única i no es relacionen amb altres tribus ni surten de la seva comunitat; la seva relació és endogàmica. Quan hi ha una mort abandonen la casa i en fan una de nova; viuen de la selva i els agrada un licor anomenat mahua daru que fabriquen ells mateixos. Els tatuatges formen part del seu estil de vida.
Se suposa que són una branca dels bhuiyes de Chhota Nagpur i de soca dravídica. La tribu bhaina (plural bhaines) de Bilaspur probablement tenen origen en el mateix grup. La tribu bhúmia (plural bhúmies, "Guardians de la Terra" probablement formaven part de la mateixa tribu; els Raibhaina (Raibhaines) s'esmente com a subcasta dels baigues al districte de Balaghat. La subcasta dels gondwaines (gondwaina) són el nivell inferior perquè mengen porcs i mones.
El matrimoni es fa a l'edat adulta i la novia és comprada; el pare assisteix a la cerimonia dalt d'un elefant; les vídues es casen tradicionalment amb un germà més jove del marit; el divorci es fa de comú acord. Els morts són enterrats per no ser devorats pels animals i són posats a les tombes despullats i amb el cap mirant al sud; al membres importants s'hi inclouen alguns objectes (rupies, tabac); la tomba es cobreix amb plataforma de pedra (bhiri) i els parents hi van a resar. Els seus sacerdots són grans coneixedors dels costums religiosos i d'herbes medicinals. El seu sistema de cultiu era cremar una terra i cultivar-la només un cop, però això fou prohibit pels britànics i pel govern indi; la seva cultura els prohibeix llaurar la terra dues vegades però progressivament es van adaptant. Recullen productes naturals i casen animals. Mai mengen amb altres castes i a la gana de 1897 es van trobar gent morta a les seves cabanes a poca distància de llogarets on sobrava menjar. El llenguatge que parlen és un dialecte de l'hindi.